# Atlas Losing Grip
Atlas Losing Grip est un groupe suédois de punk hardcore, originaire de Lund, actif entre 2005 et 2016.

## Histoire

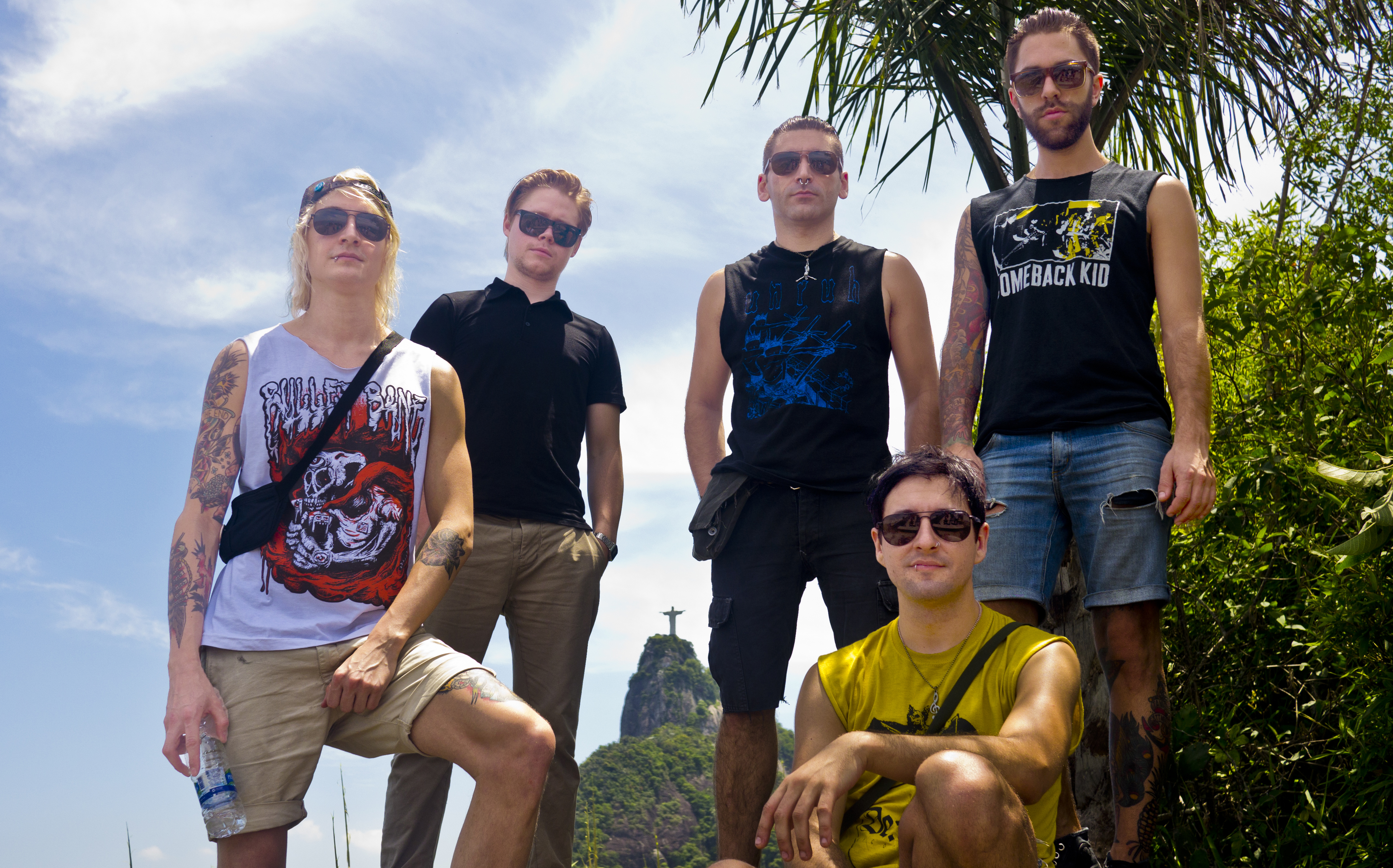
Atlas Losing Grip 2012 à Rio de Janeiro, Brésil.

Le groupe est formé en 2005 par Stefan Bratt à la basse et au chant, ainsi que par son jeune ami d'école Gustav Burn à la guitare électrique. Après quelques changements initiaux de line-up et deux démos en 2006 et 2007, la formation était fixé avec Max Huddén (guitare) et Julian Guedj (batterie), avant que le groupe n'enregistre son premier album Shut the World Out en octobre 2007 et ne le sorte en juillet 2008. Au cours des 18 mois qui suivent, le groupe effectue des tournées en Europe.
En 2009, Rodrigo Alfaro, qui avait auparavant été actif au sein des Satanic Surfers, dissous en 2007, et du groupe suédois Venerea, ce qui lui avait permis d'acquérir une plus grande notoriété, a rejoint Atlas Losing Grip,. Pour le reste de l'année 2009, le groupe termine sa tournée par un concert en Grèce, avant de sortir l'EP de 5 chansons Watching the Horizon la même année.
Début 2010, Atlas Losing Grip entame une tournée de tête d'affiche qui les conduit entre autres en Slovénie, en Italie, en Suisse, en Allemagne, en France, en Belgique et aux Pays-Bas, avant de jouer dans quelques festivals sélectionnés et une courte tournée scandinave avec Bad Religion durant l'été. En mai, le deuxième album State of Unrest sort. Il est produit par le guitariste Gustav Burn. Afin de pouvoir se concentrer exclusivement sur la musique, Atlas Losing Grip trouve un management adéquat en la personne de Flo von Schwarz de Hamburg Records. Par la suite, Atlas Losing Grip effectue une tournée d'environ deux ans, au cours de laquelle ils se produisent pour la première fois en dehors de l'Europe. Pendant certaines parties de la tournée, Atlas Losing Grip joue avec Millencolin, NOFX, Donots, ZSK, No Fun at All et Billy Talent. Le groupe enregistre également un autre EP, composé exclusivement de chansons acoustiques.
En février 2013, Atlas Losing Grip entame en Suède l'enregistrement de morceaux de studio pour son troisième album, qui durent jusqu'en novembre. Les enregistrements sont interrompus par quelques festivals d'été. L'album sort le 16 janvier 2015 sous le titre Currents. Le 25 novembre 2014, le groupe annonce le départ du chanteur Rodrigo Alfaro. Il est remplacé par Niklas Olsson. Alfaro rejoint les Satanic Surfers reformés, avec lesquels il avait déjà été actif auparavant. Le 13 avril 2016, le groupe annonce sa séparation.

## Style musical et thèmes
Le style musical d'Atlas Losing Grip est décrit comme typique du genre punk mélodique, avec l'utilisation d'une multitude d'éléments stylistiques, parfois atypiques pour le genre. Atlas Losing Grip utilise parfois des passages joués extrêmement rapidement et des éléments du genre punk hardcore. Le portail musical laut.de y voit des influences d'autres groupes du genre, à savoir Bad Religion, Rise Against et Millencolin. Entre 2009 et 2014, la voix marquante du chanteur principal Rodrigo Alfaro a eu une influence importante sur les morceaux produits par Atlas Losing Grip. Les textes des morceaux sont décrits comme « critiques à l'égard du social, de la société et de la religion ». Les concerts live du groupe sont « expérimentés » et « explosifs ».
L'album State of Unrest, sorti en 2011, est perçu comme un album agressif avec des textes anarchistes. Les riffs de guitare marqués et — typiques du genre punk — les rythmes rapides des morceaux sont mis en avant. La voix du chanteur est comparée à celle de Greg Graffin de Bad Religion et de Tim McIlrath de Rise Against en ce qui concerne la couleur de la voix et la mélodie.
Pour l'album Currents, sorti en 2015, Andreas Dittmann reconnaît une « thématique maritime » avec des « métaphores de marins ». Les messages de critique sociale de l'album précédent auraient laissé place à des déclarations personnelles du chanteur. Sur le plan musical, Dittmann décrit également un changement important par rapport à State of Unrest, notamment grâce à des influences nettement plus nombreuses du genre metal. Certains morceaux rappellent Metallica. L'album est décrit positivement comme « un album étonnamment varié » et « une coupure digne de l'histoire du groupe », mais le mixage est critiqué.

## Discographie
- 2008 : Shut the World Out
- 2009 : Watching the Horizon
- 2011 : State of Unrest
- 2015 : Currents